# Живая вода (сказка братьев Гримм)
«Живая вода» (нем. Das Wasser des Lebens) — сказка Братьев Гримм о трёх принцах. По классификации Аарне-Томпсона сказка имеет номер 551 (Лекарство для отца).

## Сюжет
Король тяжело болен. Старик рассказывает трём сыновьям короля о живой воде, один глоток которой способен исцелить любое известное заболевание. Старшие принцы отправляются в путь первыми и по дороге оба грубят карлику, после чего оба застревают между скал. Младший принц обходится с карликом ласковее, нежели старшие принцы и карлик в благодарность даёт принцу совет; когда он придёт к замку, где хранится в источнике Живая вода, принц должен раскрыть ворота замка железной палочкой и накормить лепёшками двух львов, охраняющих ворота, а из замка взять меч-«сто-голов-с-плеч» и хлеб, который не кончается, сколько его ни ешь. В замке принц целует принцессу, чем освобождает её от магии, забирает меч и хлеб и едет к карлику. Карлик возвращает принцу его братьев, но советует их остерегаться. Принц и его братья спасают три королевства от голода и войны, а возвращаясь домой, старшие принцы подменяют живую воду горькой морской водой. Принц, не замечая подмены, поит отца, но это только ухудшает состояние короля. А старшие принцы дают отцу настоящую живую воду, и отец было собирается их наградить, а младшего принца требует убить, но нанятый им егерь не убивает принца, а жалеет его. Вскоре выясняется, что принц жив, а королю спасённые короли присылают золото. Расколдованная принцесса выкладывает перед замком золотую дорогу, и старшие принцы едут не по ней, в то время как младший принц едет по ней. Принцесса рассказывает королю всю правду, и король было прогоняет старших принцев, но они уплывают на корабле.

## Адаптации
- Одноимённый эпизод в аниме-мультсериале Grimm’s Fairy Tales.
- Грампластинка 1987 года. Архивная копия от 14 февраля 2019 на Wayback Machine
- Два сказочных фильма; фильм-сказка 1977 года (Чехословакия) и ещё один фильм 2017 года (Германия). Последний довольно сильно расходится с сюжетом оригинальной сказки.